# Dahes
Els dahes (en llatí Dahae; en persa داه‍ان 'Dāhān'; en grec antic Δάοι, Δάαι, Δαι, Δάσαι 'Dáoi, Dáai, Dai, Dasai'; en sànscrit 'Dasa'; en xinès 大益 'Dayi') eren una tribu de les estepes de l'est de la mar Càspia. Estrabó els classifica entre les tribus Saces i massàgetes, dins del grup de les tribus escites. Es subdividien en Parnis o Aparnis (que vivien a Hircània), Xantis (Xanthii) i Pissuris. Alexandre el Gran es va trobar amb els dahes a la vora de l'Oxus, i els va sotmetre.
Els dahes es movien d'emplaçament i Arrià de Nicomèdia els situa al Iaxartes. D'ells es diu que eren guerrers molt agressius i indòmits. Darios III de Pèrsia els tenia a la seva cavalleria i Alexandre el Gran i el selèucida Antíoc III els van tenir com arquers a cavall i com a soldats d'infanteria.
Alguns els fan origen (per una branca emigrada a l'oest) dels dacis.